# Jacopo Corsi
Jacopo Corsi (ur. 17 lipca 1561 we Florencji, zm. 29 grudnia 1602 tamże) – włoski mecenas sztuki i muzyk amator.
Jako humanista propagował nawiązywanie do muzyki starożytnej. W swoim florenckim pałacu brał udział w pierwszych próbach użycia recytatywu podczas prac nad operą Dafne (1594–1600). Skomponował do niej również kilka ustępów, z których zachowały się dwa: Non curi la mia pianta (na tenor z akompaniamentem) oraz Bella ninfa fugitive (na chór). Patronował powstaniu oraz wystawieniu opery Euridice w 1600, w której wykonywał partię klawesynu.